# قطعنامه ۱۳۱۹ شورای امنیت
قطعنامه ۱۳۱۹ شورای امنیت سازمان ملل متحد که در تاریخ ۰۸ سپتامبر ۲۰۰۰ تصویب شد، سندی بین‌المللی دربارهٔ اوضاع در تیمور شرقی است. این قطعنامه طی نشست ۴۱۹۵ام با ۱۵ رای موافق، ۰ مخالف و ۰ ممتنع تصویب شد.